# Li Tung-jang
Li Tung-jang (čínsky pchin-jinem Lǐ Dōngyáng, znaky zjednodušené 李东阳, tradiční 李東陽, 1447–1516) byl literární kritik, kaligraf, básník a politik čínské říše Ming, za vlády císařů Chung-č’a a Čeng-teho zaujímal funkci velkého sekretáře, několik let stál v čele sboru velkých sekretářů a tedy fakticky i v čele vlády.

## Jména
Li Tung-jang používal zdvořilostní jméno Pin-č’ (čínsky pchin-jinem Bīnzhī, znaky zjednodušené 宾之, tradiční 賓之) a pseudonym Si-ja (čínsky pchin-jinem Xīyá, znaky 西涯). Za své zásluhy obdržel posmrtné jméno Wen-čeng (čínsky pchin-jinem wénzhèng, znaky 文正).

## Život

### Úřední kariéra
Li Tung-jang se narodil 21. července 1447, pocházel z okresu Čcha-ling v prefektuře Čchang-ša jihočínské provincie Chu-kuang (v 21. století městská prefektura Ču-čou v provincii Chu-nan). Pocházel z vojenské rodiny, jeho praděd sloužil v tělesné stráži Ču Tiho, důstojníkem byl i jeho děd. Až Li Tung-jangův otec Li Čchun (李淳, † 1486) jako první z rodiny studoval k úřednickým zkouškám, přičemž vojenské povolání převzal jeho mladší bratr, Li Tung-jangův strýc.
Li Čchun nedosáhl úspěchu, zato jeho syn byl od malička nadané dítě. Ve třech letech už uměl psát i složité znaky a byl představen císaři. Roku 1454 byl (v mimořádně nízkém věku) zaregistrován ve státní škole, prošel místními i provinčními zkouškami a roku 1463, ve věku 16 let, složil metropolitní a palácové zkoušky a získal titul ťin-š’. Následující rok byl přijat do akademie Chan-lin. V akademii sloužil tři desetiletí, přičemž postupně stoupal v hodnostním žebříčku. Byl též ředitelem provinčních zkoušek v Pekingu (1486) a metropolitních zkoušek (1493 a 1499). Roku 1494 se zapojil do práce velkého sekretariátu a dostal titul náměstka ministra obřadů. Roku 1495 po smrti Čchiou Ťüna společně se Sie Čchienem nastoupil do velkého sekretariátu, zprvu prozatímně, od roku 1499 trvale Současně se roku 1499 stal mladším ochráncem následníka trůnu (太子少保, tchaj-c’ šao-pao) a formálně i ministrem obřadů. Roku 1503 a 1505 byl povýšen na vychovatele (太子太保, tchaj-c’ tchaj-pao), resp. velkého vychovatele následníka (太子太傅, tchaj-c’ tchaj-fu).
Po smrti císaře Chung-č’a nastoupil na trůn Čeng-te. Nový císař dával před velkými sekretáři a ministry přednost eunuchům, zejména tzv. osmi tygrům. První velký sekretář Liou Ťien a velký sekretář Sie Čchien se spojili s některými úředníky a eunuchy a vystoupili proti osmičce. V mocenském střetu se císař přiklonil na stranu osmičky a Liou Ťien i Sie Čchien byli sesazeni. Li Tung-jang si udržel důvěru císaře, mimo jiné i pro svou odolnost vůči korupci a jako jediný zbylý sekretář převzal vedení sekretariátu (který císař doplnil Ťiao Fangem a Wang Aoem). Za spolupráci s osmičkou, především Liou Ťinem, byl kritizován některými kolegy.
Roku 1510 za organizaci boje proti povstání knížete z An-chua obdržel vysoký čestný titul „levý pilíř státu“ (左柱國, cuo ču-kuo); bylo to poprvé v říši Ming, kdy byl velký sekretář takto vyznamenán za vojenské úspěchy.
Roku 1512 se novým favoritem císaře Čeng-teho stal dvacetiletý Ťiang Pin, důstojník posádky v Süan-fu. Ťiang Pin navrhl vojenské reformy: protože posádka metropole byla neschopná bojovat s rebely kvůli nedostatku bojových zkušeností, navrhl povolat do Pekingu zkušené oddíly z pohraničí a vojáky z metropole naopak poslat na hranice. Li Tung-jang proti nápadu ostře protestoval; namítal, že pekingští vojáci nejsou schopni držet službu na hranici a naopak hraničáři se budou těžce potýkat s řádem hlavního města. Odmítl sepsat patřičný edikt a v únoru 1513 na protest rezignoval.

### Umělec
Li Tung-jang byl obdivovaný kaligraf. Nejvíce vyzdvihované bylo jeho pečetní písmo, výborný byl i v písmu úřednickém. Jeho poezie byla vyvrcholením básnického „kabinetního stylu“ 15. století, který ovšem chápal v širokých hranicích jako styl vysokých úředníků až po tchangského Po Ťü-iho, prosazoval návrat k básním š’. Za vzor literáta spojujícího kvality básníka i politika vyzdvihoval sungského Ou-jang Sioua, v jehož spisech obdivoval jejich klid a korektnost. Nejuznávanějším z Li Tung-jangových děl je soubor 101 balad v chanském stylu Ni-ku jüe-fu (擬古樂府) vydaný roku 1504 a přetištěný i v Koreji a Japonsku.
Ve své době byl nejrespektovanějším literárním kritikem. Obvykle se v jeho domě po večerech, poté co odešli z kanceláří, setkávali úředníci a literáti k diskuzím o umění. Ze své pozice podporoval a vyzdvihoval básníky mladší generace, tzv. školu Čcha-ling, ke které patřili např. Šao Pao a Che Meng-čchun. V okruhu Li Tung-janga začínal i Li Meng-jang, jeden ze „sedmi dřívějších mingských mistrů“, reprezentantů hnutí odmítajícího kabinetní poezii jako „prázdnou“ a prosazujícího návrat ke starým mistrům (fu-ku).

### Úmrtí
Zemřel 20. srpna 1516, Císař Čeng-te ho poctil posmrtným jménem Wen-čeng (čínsky pchin-jinem wénzhèng, znaky 文正), které se vztahovalo k jeho kulturním úspěchům a korektnímu chování.